# Znak Honorowy Sił Zbrojnych Rzeczypospolitej Polskiej

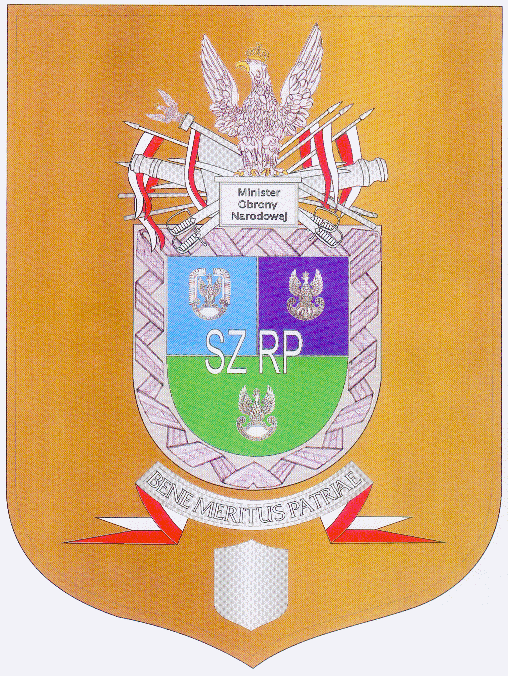
Odznaka Znaku Honorowego Sił Zbrojnych Rzeczypospolitej Polskiej

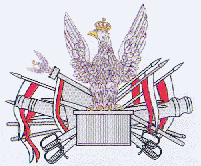
Miniatura Znaku Honorowego SZ RP noszona przez żołnierzy zawodowych

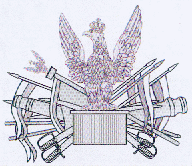
Miniatura Znaku Honorowego SZ RP noszona przez żołnierzy niezawodowych

Znak Honorowy Sił Zbrojnych Rzeczypospolitej Polskiej – tytuł honorowy stanowiący najwyższą formę wyrażenia uznania przez Ministra Obrony Narodowej oddziałom wojskowym za szczególne osiągnięcia w wykonywaniu zadań służbowych, realizowanych zarówno w kraju, jak i misjach poza jego granicami, nadawany na podstawie Rozporządzenia Ministra Obrony Narodowej z dnia 14 września 1999 roku w sprawie wyróżniania żołnierzy, pododdziałów i oddziałów wojskowych i Rozporządzenia Ministra Obrony Narodowej z dnia 20 września 2002 roku w sprawie wyróżniania pododdziałów i oddziałów wojskowych.

## Opis znaku i zasady noszenia
Elementami odznaki są umieszczone na tarczy herbowej: trójdzielna tarcza zwieńczona panoplium, banderola z dewizą i gwóźdź ozdobny:
1. Trójdzielna półkolista tarcza, o długości 85 mm i szerokości 90 mm, obwiedziona wężykiem generalskim o szerokości 10 mm, tłoczonym w metalu srebrzonym i oksydowanym, jest umieszczona w centralnej części tarczy herbowej. Pośrodku lewego górnego na niebiesko emaliowanego pola tarczy i prawego górnego na granatowo emaliowanego pola tarczy o długości 30 mm i szerokości 33 mm oraz dolnego na zielono emaliowanego, półkoliście zakończonego pola tarczy o długości 60 mm i szerokości 35 mm, są umieszczone odpowiednio orzeł wojsk lądowych, orzeł lotnictwa wojskowego i orzeł marynarki wojennej, wykonane z metalu srebrzonego i oksydowanego. Pośrodku zbiegających się krawędzi pól tarczy są umieszczone inicjały „SZ RP”, wykonane z metalu srebrzonego, o wymiarach liter 15 × 30 mm.
2. Panoplium, wykonane z metalu srebrzonego i oksydowanego oraz emalii, tworzą sztandar jednostki wojskowej oraz skrzyżowane szable, lufy armatnie i lance z proporczykami emaliowanymi w barwach Rzeczypospolitej Polskiej. Na panoplium jest umieszczony orzeł z głowicy sztandaru jednostki wojskowej o wysokości 62 mm, spoczywający na puszce. Na puszce jest umieszczony w trzech rzędach napis „Minister Obrony Narodowej”.
3. Półkolista banderola z metalu srebrzonego i oksydowanego, zakończona falistymi proporczykami emaliowanymi w barwach Rzeczypospolitej Polskiej jest umieszczona poniżej tarczy w odległości 2 mm. Na banderoli jest umieszczona dewiza BENE MERITUS PATRIAE (dobrze zasłużony Ojczyźnie)[3].
4. Tarcza herbowa o długości 150 mm, szerokości 210 mm i grubości 19 mm jest wykonana z drewna bukowego. Brzeg tarczy jest ścięty na szerokość 5 mm i wysokość 5 mm. Na tarczy, poniżej banderoli z dewizą, jest umieszczony gwóźdź ozdobny w kształcie tarczy o długości 20 mm i szerokości 27 mm, wykonany z metalu srebrzonego i oksydowanego. Na gwoździu są umieszczone grawerowane inicjały nazwy oddziału wojskowego, a poniżej nich – liczba oznaczająca rok nadania tytułu honorowego. Na tarczy mogą być umieszczane – symetrycznie po obu stronach trójdzielnej półkolistej tarczy – gwoździe ozdobne, upamiętniające kolejne nadanie tytułu honorowego oddziałowi wojskowemu. Pośrodku odwrotnej strony tarczy jest umieszczona na zawiasie podstawka o długości 120 mm.

Żołnierze wyróżnionych oddziałów wojskowych są uprawnieni do noszenia miniaturek odznaki tytułu honorowego. Miniaturka odznaki jest różna dla żołnierzy zawodowych i niezawodowych:
- żołnierze zawodowi – jest wykonana z metalu srebrzonego i oksydowanego oraz ma emaliowane w barwach Rzeczypospolitej Polskiej proporczyki lanc;
- żołnierze niezawodowi – jest wykonana z metalu srebrzonego i oksydowanego.

## Historia
Tytuł był nadawany do roku 2009 i został zniesiony Rozporządzeniem Ministra Obrony Narodowej z dnia 23 czerwca 2010 roku w sprawie wyróżniania żołnierzy, byłych żołnierzy oraz pododdziałów, oddziałów i instytucji wojskowych.

## Odznaczeni
Lista niepełna uhonorowanych Znakiem Honorowym Sił Zbrojnych Rzeczypospolitej Polskiej
- Brygada Lotnictwa Marynarki Wojennej
- Centralny Ośrodek Analizy Skażeń
- Centralny Węzeł Łączności Ministerstwa Obrony Narodowej
- 1 Pułk Specjalny Komandosów
- Jednostka Wojskowa GROM
- 15 Brygada Wsparcia Dowodzenia
- 18 Bielski Batalion Powietrznodesantowy
- 30 Kaszubska Eskadra Lotnicza
- 31 Baza Lotnicza
- 6 Brygada Powietrznodesantowa
- 12 Brygada Zmechanizowana